# Boštjan Kline
Boštjan Kline, född den 9 mars 1991 i Maribor, är en slovensk alpin skidåkare, som tävlar inom störtlopp, super-G och kombination.
Kline har vunnit tre medaljer i juniorvärldsmästerskapen – guld i störtlopp och super-G i Crans-Montana 2011 och brons i Mont Blanc 2010.
Han deltog i världsmästerskapen 2015, dock utan framgång.
Kline debuterade i världscupen 11 december 2009 i Val d'Isère i alpin kombination, där han åkte ur i andra åket. Han knep överraskande en andraplats i störtlopp i världscupen den 30 januari 2016. Dessförinnan hade han endast fyra placeringar bland de 15 första.